# Gambisches Pfund
Das Pfund war eine Währung in der britischen Kolonie Gambia zwischen 1965 und 1971. Bis 1965 verwendete Gambia das Westafrikanische Pfund, ehe es seine eigene Währung herausbrachte. 1971 wurde das Gambische Pfund durch den Dalasi mit einem Wechselkurs zu 1 Pfund = 5 Dalasi, das heißt 1 Dalasi = 4 Schillinge ersetzt.

## Münzen
Alle Münzen hatten das Porträt der Königin Elisabeth II. auf der Vorderseite.
| Wert       | Datum | Aufbau          | Rückseite                |
| ---------- | ----- | --------------- | ------------------------ |
| 1 Penny    | 1966  | Bronze          | Traditionelles Segelboot |
| 3 Pence    | 1966  | Aluminiumbronze | Doppelspornfrankolin     |
| 6 Pence    | 1966  | Kupfernickel    | Drei Erdnüsse            |
| 1 Shilling | 1966  | Kupfernickel    | Ölpalme                  |
| 2 Shilling | 1966  | Kupfernickel    | Afrikanisches Hausrind   |
| 4 Shilling | 1966  | Kupfernickel    | Krokodil                 |
| 8 Shilling | 1970  | Kupfernickel    | Flusspferd               |

Die 8-Schilling-Münze von Gambia ist das einzige Beispiel dieses Motivs, das geprägt wurde. Mit Ausnahme des Flusspferdes wurden die Rückdesigns der vor-dezimalen Münzen auf Gambias dezimalen Münzen wieder verwendet.

## Banknoten
Alle Banknoten hatten ein Segelboot mit einem Wald als Hintergrund auf der Vorderseite.
| Wert        | Farbe | Rückseite                                            |
| ----------- | ----- | ---------------------------------------------------- |
| 10 Shilling | Grün  | Bauern pflanzen Reis.                                |
| 1 Pfund     | Rot   | Arbeiter entladen ein Schiff an einer Anlegestelle.  |
| 5 Pfund     | Blau  | Menschen, die eine handbetriebene Maschine bedienen. |